# Smithfield (Virginia)
Smithfield is een plaats (town) in de Amerikaanse staat Virginia, en valt bestuurlijk gezien onder Isle of Wight County.

## Demografie
Bij de volkstelling in 2000 werd het aantal inwoners vastgesteld op 6324.
In 2006 is het aantal inwoners door het United States Census Bureau geschat op 7000, een stijging van 676 (10.7%).

## Geografie
Volgens het United States Census Bureau beslaat de plaats een oppervlakte van
27,1 km², waarvan 24,7 km² land en 2,4 km² water. Smithfield ligt op ongeveer 9 m boven zeeniveau.

## Plaatsen in de nabije omgeving
De onderstaande figuur toont nabijgelegen plaatsen in een straal van 28 km rond Smithfield.